# Ribera d'Alcântara
La ribera d'Alcântara és una riu de poca extensió, que naix en la Brandoa, municipi d'Amadora, i corre per les valls de Falagueira, Benfica i d'Alcântara per a desaiguar al Tejo, a la freguesia d'Alcântara, a Lisboa. Transcorre gairebé exclusivament en un medi urbà.
El tram superior, conegut com a ribera de Falagueira, corre a cel obert, i ha estat requalificat al 2005 per la Cambra Municipal d'Amadora. Al seu pas es poden trobar algunes hortes urbanes i el Parc Urbà de la Ribera de Falagueira. A Amadora, ja canalitzat, travessa el carrer Elias Garcia entre els números 121 i 123 i l'Aqüeducte de les Aigües Lliures enfront del núm. 13 del carrer de les Indústries.
Entra a Lisboa per Portes de Benfica, i passa en sifó invertit sota el túnel de la CRIL (Circular Regional Interior de Lisboa), i pren el nom de ribera de Benfica. A la zona de Sete Rios rep al marge esquerre el Lumiar, com a resultat d'una probable captura fluvial.
Al tram final, la vall d'Alcântara constitueix una barrera natural entre la ciutat de Lisboa i el Parc Forestal de Monsanto, vençuda, a Campolide, per l'Aqüeducte de les Aigües Lliures i més avall pel Viaducte Duarte Pacheco. A Alcântara passava el pont (al-qantara en àrab), que donà nom al riu.
La ribera a hores d'ara està canalitzada en tota l'extensió de la travessia del municipi de Lisboa.
Les valls de la conca de la riba d'Alcântara tingueren gran importància per a la instal·lació de la xarxa ferroviària de Lisboa (línia de Cintura i línia de Sintra) i dels accessos viaris al pont 25 d'Abril.

## Galeria d'imatges

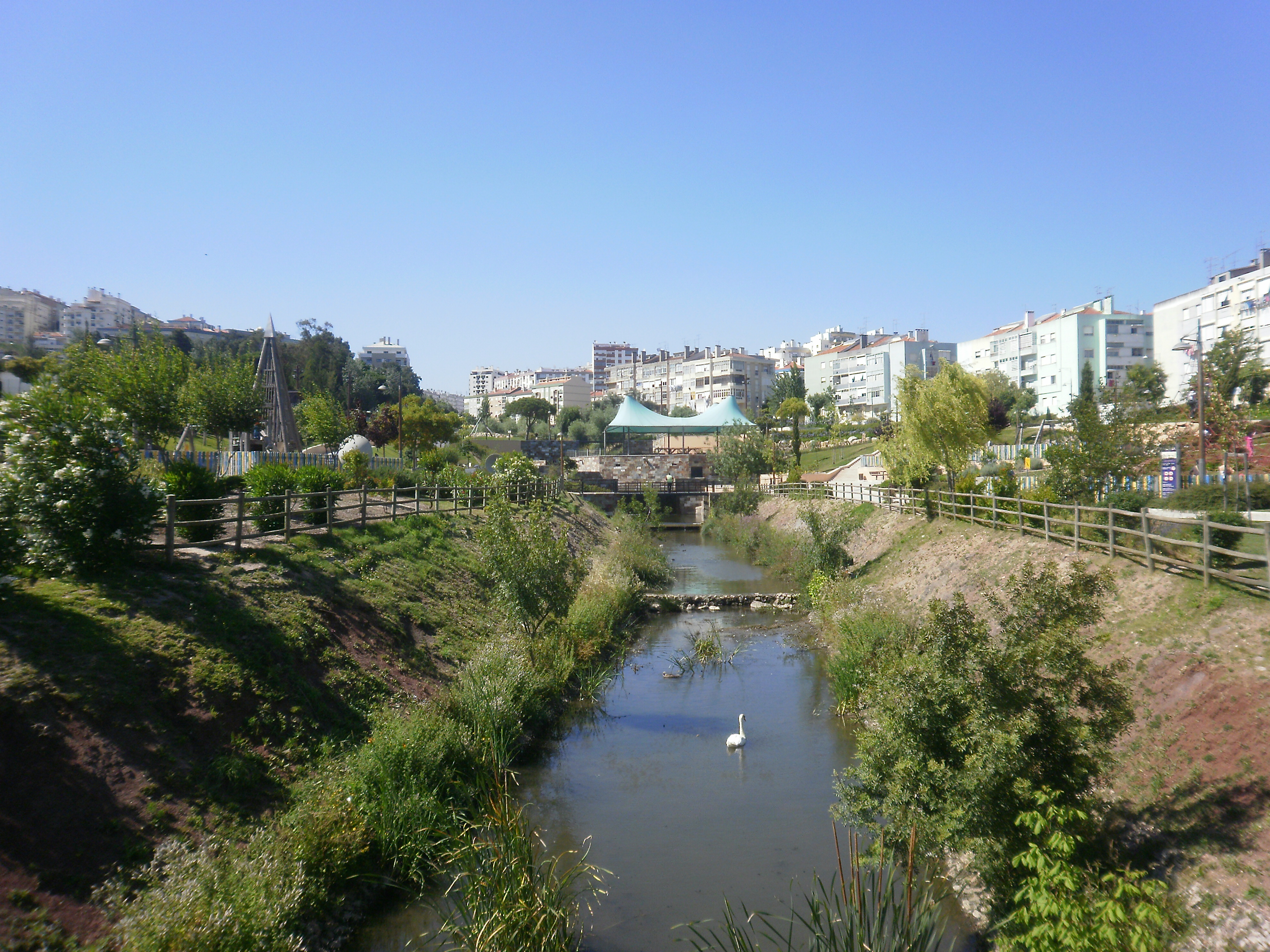
Parc urbà de la Ribera de Falagueira
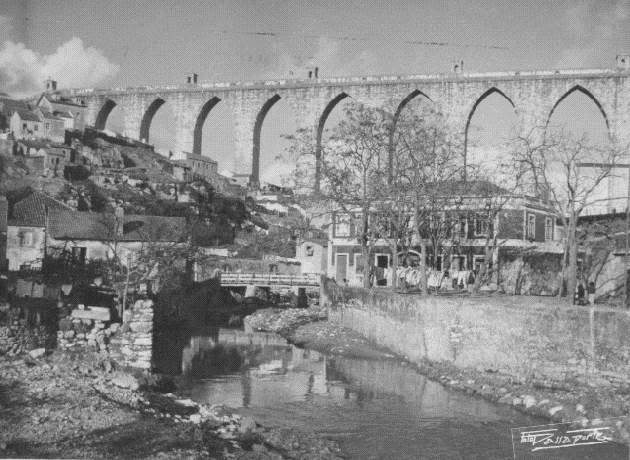
Ribera d'Alcântara el 1912
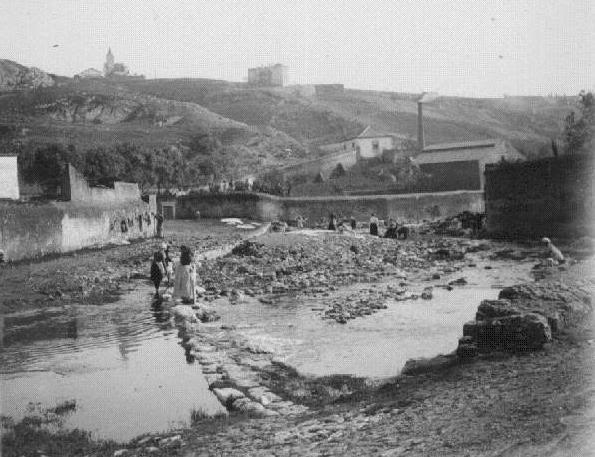
Ribera d'Alcântara el 1912
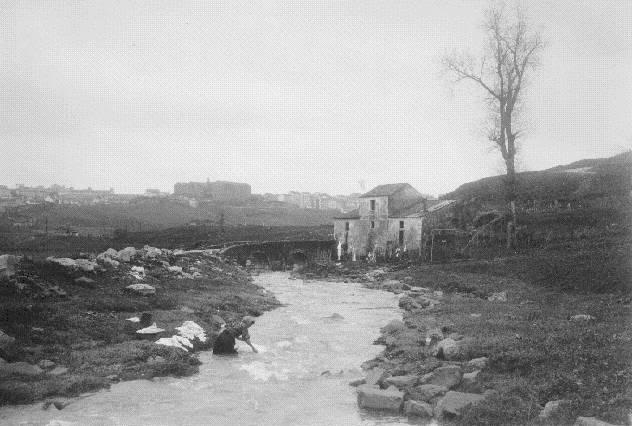
Ribera d'Alcântara el 1912
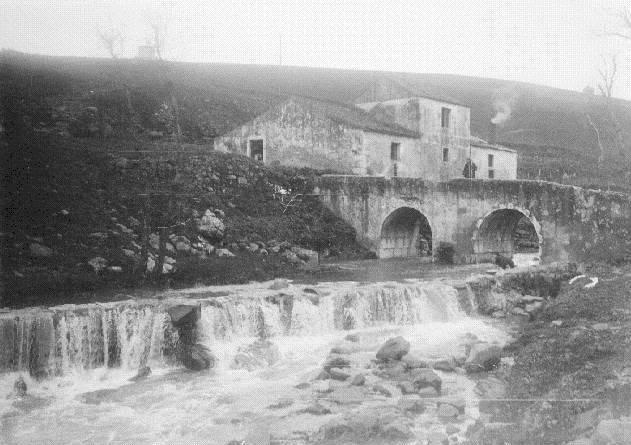
Ribera d'Alcântara el 1912